# Кристиан III (Олденбург)
Кристиан III фон Олденбург (на немски: Christian III von Oldenburg; * ок. 1270; † 1285 в Олденбург) е от 1270 до 1285 г. граф на Олденбург.
Той е най-възрастният син на граф Йохан I фон Олденбург († ок. 1270) и съпругата му Рихца фон Хоя, дъщеря на граф Хайнрих II.
Брат е на Ото II († 1304), граф на Олденбург-Делменхорст.
След смъртта на баща му ок. 1270 г. той и брат му са под опекунството на чичо им абат Ото фон Олденбург.

## Фамилия
Кристиан III се жени за Хедвиг фон Олденбург-Алт-Бруххаузен († ок. 1285), дъщеря на граф Хайнрих IV фон Олденбург-Вилдесхаузен (1205 – 1271) и графиня Елизабет фон Текленбург (ок. 1220 – 1268). Бракът е бездетен. 
Кристиан III се жени втори път за Юта фон Бентхайм. Те имат три сина:
- Йохан II (* ок. 1270; † 1315), граф на Олденбург (1275 – 1301/1305).
- Кристиан († 1291/1314)
- Ото I († 1348), архиепископ на Бремен (1344 – 1348)